# Cruciada a noua
Cruciada Lordului Edward, numită uneori a Noua Cruciadă, a fost o expediție militară în Țara Sfântă sub comanda lui Edward, Duce de Gasconia (mai târziu rege ca Edward I) în 1271–1272. În practică, o prelungire a celei de-a opta cruciade, a fost ultima dintre cruciade care a ajuns în Țara Sfântă înainte de asediul Acrei în 1291, care a pus capăt prezenței permanente a cruciaților acolo.
În timpul cruciadei Edward avea să se confrunte cu sultanul egiptean mameluc Baibars, ambii obținând victorii limitate. Cruciații au fost forțați în cele din urmă să se retragă, deoarece Edward avea îngrijorări presante acasă și se simțea incapabil să rezolve conflictele interne din teritoriile Outremer. De asemenea, a prefigurat prăbușirea iminentă a ultimelor cetăți cruciate rămase de-a lungul coastei mediteraneene.